# Wjatscheslaw Semjonowitsch Skomorochow
Wjatscheslaw Semjonowitsch Skomorochow (russisch Вячеслав Семёнович Скоморохов, engl. Transkription Vyacheslav Skomorokhov; * 4. Oktober 1940 in Starobilsk, damals Ukrainische SSR; † 1992 in Luhansk) war ein sowjetischer Hürdenläufer, der 1969 Europameister wurde.

## Werdegang
Er begann seine Karriere im 110-Meter-Hürdenlauf. 1965 wurde er Zweiter und 1966 Dritter über diese Strecke bei der Sowjetischen Meisterschaft. Bei den Europameisterschaften 1966 in Budapest erreichte er das Finale und wurde in 14,2 Sekunden Siebter. Bei den ersten Europäischen Hallenspielen 1966 in Dortmund hatte er in 7,9 Sekunden den vierten Platz belegt.
Nachdem er bereits 1966 Fünfter der Sowjetischen Meisterschaft im 400-Meter-Hürdenlauf geworden war, wechselte er 1968 ganz auf die lange Strecke. Von 1968 bis 1971 gewann er vier sowjetische Meistertitel in Folge, über die selten gelaufene 200-Meter-Hürdenstrecke war er 1965 und 1969 sowjetischer Meister. Bei den Olympischen Spielen 1968 in Mexiko-Stadt verbesserte er sich als Vierter seines Halbfinales auf 49,61 Sekunden. Im Finale steigerte er sich auf 49,12 Sekunden und belegte den fünften Platz mit einer Sekunde Rückstand auf den klaren Sieger David Hemery, auf den Zweitplatzierten Gerhard Hennige hatte er nur eine Zehntelsekunde Rückstand.
Nach seinem Sieg bei der Sowjetischen Meisterschaft 1969 in 49,1 Sekunden reiste Skomorochow als Favorit nach Athen zu den Europameisterschaften 1969. Nachdem Hemery im Hürdensprint antrat und die Bundesrepublik die Teilnahme wegen der Affäre um Jürgen May boykottierte, war der Olympiadritte von 1968 John Sherwood der einzige ernsthafte Konkurrent. Im Finale gewann Skomorochow dann in 49,7 Sekunden mit vier Zehntelsekunden Vorsprung auf Sherwood. Zwei Jahre später bei den Europameisterschaften 1971 in Helsinki erreichte Skomorochow noch einmal das Finale, wurde in 50,8 Sekunden aber lediglich Siebter. 
Skomorochow war 1,85 m groß und wog in seiner aktiven Zeit 80 kg. Er war fast gehörlos, den Schuss der Starterpistole konnte er gerade noch wahrnehmen. Fünf Wochen vor seinem Titelgewinn 1969 hatte er bei den Weltspielen der Gehörlosen in Belgrad mit 14,3 Sekunden im Hürdensprint und 51,4 Sekunden über 400 Meter Hürden gewonnen. Sein Europameistertitel 1969 war der erste große Titel, den ein gehörloser Leichtathlet gewann. Neben Skomorochow war der Geher Gerhard Sperling der einzige gehörlose Weltklasse-Leichtathlet.

## Bestzeiten
- 110 m Hürden: 13,9 s, 1965
- 400 m Hürden: 49,12 s, 1968